# San Sebastián de Mariquita
San Sebastián de Mariquita, spesso semplicemente Mariquita, è un comune della Colombia facente parte del dipartimento di Tolima. 
L'abitato venne fondato da Francisno Nuñez Pedroso nel 1551.